# Мерче
Мерче (словен. Merče) — поселення в общині Сежана, Регіон Обално-крашка, Словенія. Висота над рівнем моря: 389,7 м.